# Deanna Monroe
 (octobre 2015).
Si vous disposez d'ouvrages ou d'articles de référence ou si vous connaissez des sites web de qualité traitant du thème abordé ici, merci de compléter l'article en donnant les références utiles à sa vérifiabilité et en les liant à la section « Notes et références ».
Deanna Monroe est un des personnages principaux de la série télévisée The Walking Dead. Elle est interprétée par Tovah Feldshuh et doublée en version française par Cathy Cerdà.

## Biographie fictive

### Saison 5
Deanna Monroe est la cheffe de la communauté d'Alexandria, c'est l'épouse de Reg et la mère d'Aidan et Spencer. À chaque fois que des nouveaux arrivent à Alexandria, elle passe un moment avec eux en filmant leurs histoires. Ainsi elle a pu obtenir les confidences de Rick, Daryl, Carl, Carol, Glenn et Michonne. Elle est reconnaissante envers Glenn lorsque ce dernier frappe son fils Aidan, quand celui-ci veut jouer les petits chefs. Elle organise une fête chez elle pour faciliter l'intégration du groupe de Rick à Alexandria, et profite de la présence de Rick pour lui présenter son mari Reg Monroe. Elle apprendra que son fils Aidan est mort pendant une mission et prendra ses distances avec Rick et son groupe. Reg, Spencer et elle courent raisonner Rick alors qu'il est en train de se battre avec Pete, mais Rick dégaine son arme et menace tout le monde avant d’être assommé par Michonne. Elle organisera une réunion concernant le sort de Rick à Alexandria, mais Pete débarque avec l'épée de Michonne pour l'utiliser contre Rick et tue accidentellement son mari Reg. En pleurs, elle demande à Rick de tuer Pete, ce qu'il fait.

### Saison 6
Lors de l'attaque des Wolves à Alexandria, elle reste cachée dans un camion protégé par son fils Spencer. Après le choc de l'attaque des Wolves, elle confie Alexandria à Rick. Elle fait un schéma d'un futur Alexandria en agrandissant la communauté. Quand elle apprend que Rick et Tara ont sauvé son fils Spencer elle les remercie. Lors de la mi-saison, elle est mordue par un rôdeur et sera installée sur un canapé dans la maison de Jessie. Elle laisse une lettre pour Spencer et Maggie qu'elle donne à Rick puis elle donnera un dernier conseil à Michonne. Alors qu'elle s’apprêtait à se suicider avec son arme, Deanna préfère éliminer le plus de rôdeurs possible jusqu'à sa mort.
Elle sera retrouvée transformée en rôdeur dans les bois par Carl qui l'amènera vers Spencer pour qu'il l'achève lui-même et lui creuse une tombe au pied d'un arbre.

## Description

### Physique
C'est une petite femme de type caucasien, aux yeux bleus et aux cheveux châtains, âgée d'une soixantaine d'années.

### Personnalité
Deanna était un membre du Congrès dans l'Ohio et a remporté sa réélection. Elle est exceptionnellement bonne à décrypter les gens. Elle avait l'habitude de jouer au poker pendant son temps libre, si elle n'avait pas gagné la réélection, elle serait devenue joueuse de poker professionnelle à la place. Elle dirige la communauté d'Alexandria ayant naturellement l'autorité et le charisme liés à sa fonction.